# Le Grand Garrick
Pour les articles homonymes, voir Garrick.
Pour plus de détails, voir Fiche technique et Distribution.

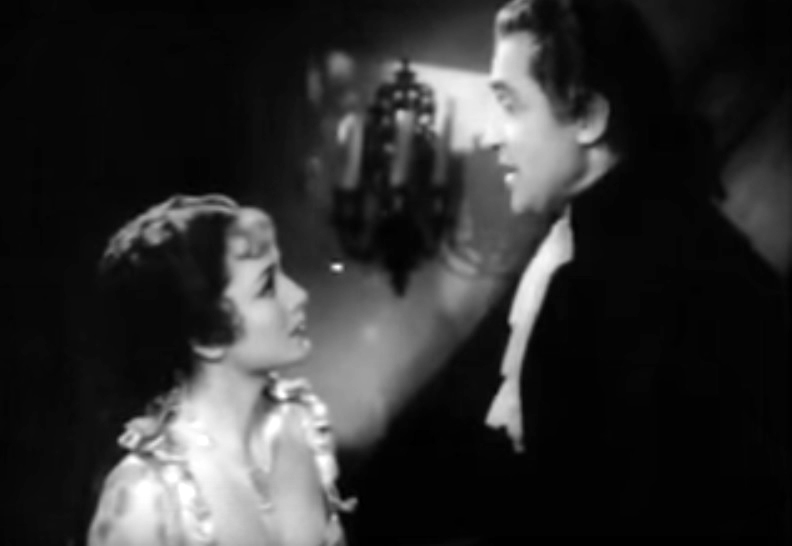
Olivia de Havilland

Le Grand Garrick (titre original : The Great Garrick) est un film américain réalisé par James Whale, sorti en 1937.

## Synopsis
Arrivé à Paris, David Garrick est reçu à la comédie française où ses partenaires sont bien décidés à lui apprendre le métier mais tout ne se passe pas comme prévu. 

## Fiche technique
- Titre : Le Grand Garrick
- Titre original : The Great Garrick
- Réalisation : James Whale
- Scénario : Ernest Vajda d'après sa propre pièce Ladies and Gentlemen
- Production : Mervyn LeRoy
- Société de production : Warner Bros. Pictures
- Photographie : Ernest Haller
- Musique : Adolph Deutsch
- Direction artistique : Anton Grot
- Costumes : Milo Anderson
- Montage : Warren Low
- Pays d'origine : États-Unis
- Format : Noir et blanc (Sepiatone)/(Turner library print) - 35 mm - 1,37:1 - Son : Mono
- Genre : Comédie romantique
- Durée : 89 minutes
- Dates de sortie :
  - États-Unis : 24 octobre 1937 (New York)
  - États-Unis : 30 octobre 1937 (sortie nationale)

## Distribution
- Brian Aherne : David Garrick
- Olivia de Havilland : Germaine de la Corbe
- Edward Everett Horton : Tubby
- Melville Cooper : M. W. Picard
- Lionel Atwill : M. Beaumarchais
- Luis Alberni : Luis Basset
- Lana Turner : Mlle Auber
- Marie Wilson : Mlle Nicolle
- Linda Perry : Mlle Molee
- Fritz Leiber (Sr.) : Horatio dans Hamlet
- Etienne Girardot : Jean Cabot
- Dorothy Tree : Mme Moreau
- Craig Reynolds : M. Janin
- Paul Everton : M. Dulac
- Trevor Bardette : M. Noverre
- Albert Dekker (crédité Albert Van Dekker) : M. Le Brun

Et, parmi les acteurs non crédités :
- Fritz Leiber (Jr.) : Fortinbras dans Hamlet